# Faro de las islas Medas
El faro de las islas Medas es un faro situado en la más grande de las islas Medas, a menos de un kilómetro de L'Estartit, en la costa Brava, en la provincia de Gerona, Cataluña, España. Está gestionado por la autoridad portuaria de Barcelona.

## Historia
Fue inaugurado el 1 de junio de 1868, siendo el último faro del reinado de Isabel II. Posee cerca otros restos de edificaciones antiguas, pero el hecho de estar alejado dificultó el trabajo de los fareros. Ante la imposibilidad de vivir allí se decidió que el farero de Rosas llevara el combustible del faro cada semana, pero el 29 de noviembre de 1933 sufrió un naufragio. Esto ocasionó que su atención fuese desde l’Estartit.